# باشگاه فوتبال آپلبی فرودینگهام
باشگاه فوتبال آپلبی فرودینگهام (به انگلیسی: Appleby Frodingham Football Club) یک باشگاه فوتبال در شهر اسکان‌ثورپ، کشور انگلستان است که در سال میلادی تأسیس شده‌است.